# Wojszyn (województwo dolnośląskie)
Wojszyn – wieś w Polsce położona w województwie dolnośląskim, w powiecie głogowskim, w gminie Pęcław.
W latach 1975–1998 wieś należała administracyjnie do województwa legnickiego.
| SIMC    | Nazwa  | Rodzaj     |
| ------- | ------ | ---------- |
| 0366333 | Borków | przysiółek |

## Nazwa
W roku 1295 w kronice łacińskiej Liber fundationis episcopatus Vratislaviensis (pol."Księdze uposażeń biskupstwa wrocławskiego") miejscowość wymieniona jest w zlatynizowanej formie Weyschin.

## Zabytki
- Wojszyn III - zespół schronów bojowych i obserwacyjnych zbudowanych w latach 1928-1939[9]